# سون دام بي
سون دام بي (هانغل: 손담비) (من مواليد 25 سبتمبر 1983) في سول، كوريا الجنوبية. هي مغنية كورية جنوبية بدأت مسيرتها الفنية عام 2007. وهي أيضا راقصة وعارضة أزياء وممثلة.

## السيرة الذاتية
حصلت على الشهرة عندما ظهرت في إعلان تجاري لمشغل إم بي ثري جنبا إلى جنب مع الراقص الكوري الجنوبي جون هيون بوبين. وضع موقع إم إس إن الخاص باليابان فيديو وثائقي عن تدريبها وبروفاتها حيث استقطب 480,000 زائر في 5 أيام. بدأ الناس باعتبارها النسخة النسائية من الفنان الترفيهي الكوري رين (Rain - 비).

## وصلات خارجية
- سون دام بي على موقع IMDb (الإنجليزية)
- سون دام بي على موقع ميوزك برينز (الإنجليزية)
- سون دام بي على موقع ديسكوغز (الإنجليزية)
- سون دام بي على موقع قاعدة بيانات الفيلم (الإنجليزية)

- الموقع الإلكتروني